# İlkin Tüfekçi
İlkin Tüfekçi (* 5. Juli 1987 in Istanbul) ist eine türkische Schauspielerin.

## Leben und Karriere
İlkin Tüfekçi wurde am 5. Juli 1987 in Istanbul geboren. Ihr Vater ist der ehemalige Fußballspieler İlyas Tüfekçi. Sie studierte an der Haliç Üniversitesi. Ihr Debüt gab sie 2007 in der Fernsehserie Arka Sıradakiler. Von 2010 bis 2011 war sie in der Serie Papatyam zu sehen. Zwischen 2012 und 2013 trat Türfekçi in Karadayı auf. Anschließend bekam sie 2019 eine Rolle in Zemheri. Unter anderem wurde sie 2022 für die Serie  Seversin gecastet.

## Filmografie
Serien
- 2007–2010: Arka Sıradakiler
- 2010–2011: Papatyam
- 2012–2013: Karadayı
- 2014–2015: Kara Para Aşk
- 2019: Zemheri
- 2020: Menajerimi Ara
- 2022: Seversin